# Birgitta Andersson
Ulla Birgitta Helena Andersson (født 20. april 1933 i Mariestad) er en svensk skuespillerinde.
Andersson har medvirket i mange forskellige teaterforestillinger, tv-serier og film. Hun er blandt andet kendt for rollerne som Blomsterhår i Dunderklumpen! (1974) og Doris i filmene om Jönssonligan.
I 2016 modtog Andersson en Æres-guldbagge for sine mange præstationer i svensk film.

## Udvalgt filmografi
- I rök och dans (1954)
- Skyer over Hellesta (1956)
- På viften i storbyen (1957, ukrediteret)
- Kvinden i leopard (1958)
- Forbrydelse i paradiset (1959)
- Sovekammertyven (1959)
- Er svenskerne sådan (1964)
- Hul i broho'det (1965)
- Manden som ikke kunne le (1968)
- Æblekrigen (1971)
- Dunderklumpen! (1974)
- Ægget er skørt! (1975)
- Den alvorlige leg (1977)
- Picassos eventyr (1978)
- Kristoffers hus (1979)
- Du er skrupskør, Madicken (1979)
- Madicken på Junibakken (1980)
- Mig og damerne (1983)
- Med lille Klas i kufferten (1984)
- Jönssonligan får guldfeber (1984)
- Jönssonligan dyker upp igen (1986)
- Kitte Kry (kortfilm, 1989)
- Jönssonligan på Mallorca (1989)
- Jönssonligan & den svarta diamanten (1992)
- Jönssonligans största kupp (1995)
- Jönssonligan spelar högt (2000)
- Tagkammeraterne (tv-serie, 2004)
- Peddersen & Findus 3 - Nissemaskinen (animationsfilm, 2005)
- Den enskilde medborgaren (2006)
- Välkommen åter (tv-serie, 2010)